# Монарх-великодзьоб санта-крузький
Монарх-великодзьоб санта-крузький (Clytorhynchus sanctaecrucis) — вид горобцеподібних птахів родини монархових (Monarchidae). Ендемік Соломонових Островів. Раніше вважався підвидом чорногорлого монарха-великодзьоба.

## Опис
Довжина птаха становить 21 см. У самців верхня частина тіла чорно-синя, голова і горло чорні, на скронях білі плями, над очима вузькі білі «брови», груди і нижня частина тіла білі. Самиці мають повністю рудувато-коричневе забарвлення. Дзьоб чорно-сизий. Голос — серія гучних свистів.

## Поширення і екологія
Санта-крузькі монархи-великодзьоби є ендеміками острова Нендо в архіпелазі Санта-Крус. Вони живуть у густих вологих тропічних лісах, в ярах, поблизу струмків. Зустрічаються на висоті до 500 м над рівнем моря.

## Збереження
МСОП класифікує цей вид як такий, що перебуває під загрозою зникнення. Санта-крузькі монархи-великодзьоби спостерігалися всього тричі: в 1927 році експедиція Вітні спостерігала двох птахів, у 2004 і 2014 роках дослідники спостерігали по чотири птахи. Під час експедицій 1933, 1996, 1997 і 2000 років птахи не були помічені. За оцінками дослідників, популяція санта-крузьких монархів-великодзьобів становить від 250 до 1000 птахів (за іншими оцінками менше 250). Їм може загрожувати знищення природного середовища.